# Anaalschild

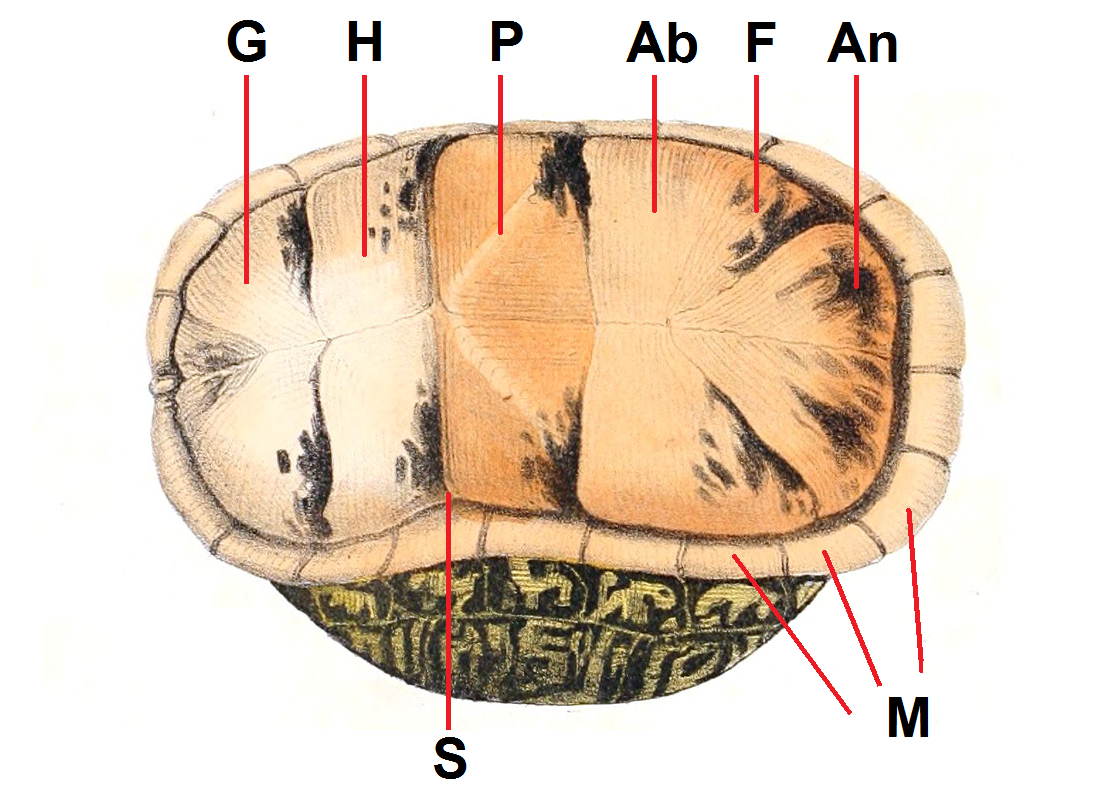
Hoornschilden van een schildpad

Het anaalschild, ook wel anale (mv: analia) is een van de hoornschilden aan het buikpantser van een schildpad. Het anaalschild is het achterste schild van de onderzijde van de schildpad. De vorm en grootte van de anaalschilden verschillen per soort en zijn daardoor een belangrijk determinatiekenmerk. Het anaalschild kan zowel gepaard (meervoudig) als ongepaard (enkelvoudig) zijn.
Op de afbeelding rechts is het anaalschild aangegeven met de letters An.